# Algemene Vereniging Nederlandse Militairen
De Algemene Vereniging Nederlandse Militairen (AVNM) was een Nederlandse vakorganisatie voor (dienstplichtigen) militairen.

## Geschiedenis
De vereniging is opgericht op 18 augustus 1972 door Joop Pison in Ermelo. Pison was afdelingsbestuurder van de Vereniging van Dienstplichtige Militairen in Ermelo. Uit onvrede met de in zijn ogen te linkse koers van de VVDM zegde hij zijn lidmaatschap op. Krantenberichten over vermeende sabotageactiviteiten van militaire voertuigen speelden hierbij ook een rol. Na verhuisd te zijn naar de Kolonel Palmkazerne in Bussum werd door Pison de AVNM bekendgemaakt (oktober 1972) in De Telegraaf, De Volkskrant en het Algemeen Dagblad. Na een maand werd Pison overgeplaatst naar de Oranje-Nassaukazerne (ONK) in Amsterdam. Daar kon de AVNM zich verder ontwikkelen. De statuten werden 28 december 1972 ingediend.
Na intensief overleg met de legerleiding (allereerst met Generaal Knulst (territoriale bevelhebber West) vervolgens met Kolonel J. le Heux (Garnizoenscommandant te Amsterdam) werd Pison gedeeltelijk vrijgesteld van zijn militaire taken en kon hij de AVNM uitbouwen. Pison kreeg daarbij hulp van de legerleiding, met name adjudant Dekker van de Hojelkazerne in Utrecht. De eerste leden werden geworven in Ermelo, Assen, Amersfoort en Leiden.
Naar aanleiding van diverse publicaties werd met diverse organisaties contact gezocht en kreeg de AVNM ondersteuning bij het maken van haar statuten. Op dat moment had de AVNM een goede 900 leden. In Utrecht sloot Riepko Mandersloot zich bij Pison aan. Later in februari 1973 kwam Ben Verwaayen bij de organisatie. Pison was op Verwaayen gewezen door Jaap van Meekren (AVRO Televizier), met wie hij begin 1973 contact had opgenomen.
De kleine AVNM werd een concurrerende vereniging van de grote VVDM en zou later in de tachtiger jaren de VVDM zelfs  voorbijstreven in ledenaantal. De AVNM was anders dan de VVDM, vermeed acties en wilde middels overleg met de dienstleiding verbeteringen voor militairen verkrijgen. De AVNM streefde steeds  naar het harmoniemodel.
Het ledental steeg in de eerste maanden van ’73 gestaag, maar het was de AVNM in het begin verboden om  met oud leden contacten te onderhouden op kazernes, en nieuwe leden te werven op andere kazernes dan waar actieve leden van AVNM gelegerd waren. Dat er behalve in de kazernes waar de oprichters van de AVNM gelegerd waren verder geen mogelijkheid was leden te werven, veranderde. Dat kwam nadat de Bevelhebber der Landstrijdkrachten (BLS) de commandanten van landmachtkazernes in Nederland te kennen gaf, dat in het vervolg ten aanzien van de AVNM dezelfde regels in acht moesten worden genomen als golden voor de VVDM. Pison is op 29 juni 1973 afgezwaaid met groot verlof. Met ingang van de juli-lichting van 1973 kon de nieuwe ledenwerving gevoerd worden.
In november 1973 was er een eerste officieel ministerieel overleg met de AVNM. Vanaf april 1974 verscheen maandelijks het ledenblad Appèl. In 1996 werd de AVNM opgeheven. Het archief van de AVNM (bijna 9 strekkende meter) berust bij het Internationaal Instituut voor Sociale Geschiedenis in Amsterdam. Het grootste deel van het archief is zonder voorafgaande toestemming in te zien.

## Organisatie
De AVNM kende de volgende organen:
- Dagelijks Bestuur
- Hoofdbestuur
- Algemene Vergadering van Afgevaardigden (AVA)
- Afdelingsbestuurders

## Voorzitters
- Joop Pison (1972-1973) (feitelijk bestond de term voorzitterschap nog niet, maar 'Algemeen Leider')
- Ben Verwaayen (1973-1973) (eerste officiële voorzitter)
- George Musterd (1973-1974)
- Henk Koning (1974)
- René van Baren (1974-1975)
- Leendert Boogaard (1975)
- Jelle Hogetoorn (1976)
- Marcel Kummel (1976)
- Ed v.d. Meys (1976-1977)
- Jan Jaap Faber (1977)
- Henk Noppen (1977)
- Bert Giebel (1977)
- Cees de Vries (1977)
- Jan-Willem Diedrich (1977-1978)
- Willem Smit (1978-1979)
- Gert Wich (1979)
- Geert Dales (1980)
- Bert Lamers (1981)
- Klaas Hofman (1981-1982)
- Bas de Way (1982)
- Werner van Katwijk (1982-1983)
- Jan Willem Wiggers (1983)
- Richard Hulselmans (1983-1984)
- Wybe Hietbrink (1985)
- Pieter v.d. Ban (1986)
- Frank de Wijs (1986)
- Fred Haak (1987)
- Nico Anten (1987-1988)
- Robert Kint (1988-1989)
- Gerrit Buist (1989)
- Erwin Meijnders (1989-1990)
- Vincent Zijlstra (1990)
- Evert-Jan Versteeg (1991)
- Eric ter Keurs (1991)
- Gertjan Roseboom (1991)
- Sjoerd van Berge Henegouwen (1991-1992)
- Bart Voet (1992)
- Maarten van der Klaauw (1992)
- Sander van Maanen (1992-1993)
- Ruben van den Herik † (1993)
- Mike Heijstee (1996)